# Петьон-Вілль
Петьон-Вілль (фр. Pétion-Ville) — комуна та передмістя Порт-о-Пренсу, Гаїті, розташована на схід від міста на північних пагорбах масиву Села. Заснована 1831 року президентом Жаном-П'єром Буайє, названа на честь Александра Петіона (1770—1818), гаїтянського генерала й президента, якого згодом було визнано одним із чотирьох засновників країни. Район — це насамперед житлово-туристичний район. 2003 року тут проживало 283,052 населення, 2015 — 376,834 людей. В районі живуть і ведуть справи багато дипломатів, іноземних бізнесменів та заможних громадян.
Незважаючи на віддаленість від столиці та достаток жителів району, відсутність адміністративних заходів призвела до утворення міст на околицях району, оскільки бідні місцеві жителі оселяються там у пошуках роботи.

## Культура та нічне життя
Квартали району зазвичай мають приватну охорону, чим нагадують гаїтянську версію Беверлі-Гіллз, але з колючим дротом навколо.
Схили гори наповнені нічними клубами, салонами краси, фітнес-залами та ресторанами. Туристичний бізнес тут також дуже розвинений.
В районі розташовано готель «Ель-Ранчо», його було створено на основі садиби Альберта Сільвери, колекціонера спортивних розкішних автомобілів, одного із піонерів готельного господарства Гаїті.

## Землетрус 2010 року
12 січня 2010 року о 17:53 в районі Петіон-Вілля стався землетрус потужністю 7 балів, він зруйнував місцеву лікарню та багато будівель в Порт-о-Пренсі та багато будинків у районі Монтана, включаючи готель Montana.
Поле для гольфу Club de Pétion-Ville було перетворено американською армією на наметове містечко, у ньому 2010 року розмістилося від 50-80 тис. гаїтян. На тенісних кортах було розміщено 82-й повітряно-десантну дивізію США. Клуб побудовано у 1930-х. Будинок гольф-клубу перетворили на польову лікарню.
На початку лютого 2010 року ізраїльська гуманітарна організація IsraAid відкрила центр для дітей у наметовому місті Петіон-Віллі. Спочатку центр було створено в наметах з польової лікарні Сил оборони Ізраїлю.
Піцерію «Muncheez» перетворили на супову кухню. Тут подавали приблизно 1000 безкоштовних страв на день. До землетрусу мережа ресторанів була місцем, де мало хто навіть у Петіон-Віль міг собі дозволити поїсти. Після землетрусу власники вирішили роздати їжу безкоштовно, щоб вона не псувалася. USAID постачав паливо, олію та їжу для приготування їжі, а World Vision — булгур та сочевицю.
На початку лютого 2019 електроенергію було відновлено в деяких секторах, а в більшості решти міста — пізніше. 

## Інфраструктура
Заміський клуб Club de Pétion-Ville було побудовано в 1930-х роках, він має єдине поле для гольфу на Гаїті, також — тенісні корти та басейни.